# Casa de los Telamones
Palacete de la Peña o de los Telamones es un edificio histórico de principios del siglo XX situado en el Paseo de Almería, de la ciudad de Almería (Comunidad Autónoma de Andalucía, España).

## Historia y descripción
Se trata de un palacete de viviendas burgués de estilo historicista y monumentalista levantado en 1907 según planos del arquitecto almeriense Enrique López Rull y ordenado por el rico industrial Emilio Viciana. Fue proyectado tratando de alejarse del casco antiguo hacia el nuevo ensanche, como símbolo de poder económico y social. Uno de sus apelativos, el de Palacete de los Telamones, hace referencia a los telamones o atlantes que sostienen su fachada.
Se caracteriza por sus cinco plantas articuladas en tres fachadas dotadas de miradores y abiertas a tres de los espacios más céntricos de la ciudad: el Paseo de Almería (Antiguo Bulevar del Príncipe Alfonso), la Plaza de Emilio Pérez o Circular y la Rambla de Belén (Federico García Lorca). 
En la fachada, de piedra en tonos originalmente grises, vemos claramente la mezcla de estilos, en la que abundan elementos neorrenacentistas españoles, si bien predominan los de gusto francés-modernista de principios de siglo XX.  
A imagen de los “hoteles franceses” con miradores y balcones. Cuenta el palacete con una azotea rematada en su origen por pináculos (peñas) y se proyectó un frontón triangular para el mirador central donde se caracterizaba por elementos asiáticos como eran los dragones a lo que se sumó dos cúpulas en el remate de los otros miradores. 
En los años 20 vivió en él el general Moscardo, que estuvo destinado en Almería dos años. 
En su segunda visita a Almería Alfonso XIII al contemplar el edificio dijo “más parece que en Almería han vivido muchos Reyes por la cantidad de palacetes que veo”.  
Fue el primer edificio de Almería en contar con ascensor, en 1941, adquirido a Esteban Jiménez que lo iba a ubicar en su palacio en el Parque Alfonso XIII (actual parque Nicolás Salmerón), el cual ha seguido en funcionamiento al menos hasta principios del siglo XXI cuando fue sustituido por uno más moderno y seguro pero realizando una copia exacta del original.